# Martin Bernhardt
Martin Bernhardt (ur. 10 kwietnia 1844 w Poczdamie, zm. 17 marca 1915 w Berlinie) – niemiecki lekarz neurolog i neuropatolog.
Uczeń Rudolfa Virchowa i Ludwiga Traubego. W latach 1870–1871 służył w armii. Do 1882 roku pracował jako neuropatolog w klinice Charité u Wetsphala. Przewodniczący Berliner Gesellschaft für Psychiatrie und Neurologie od 1908 do 1912 roku. W 1914 roku odszedł z polikliniki.
W 1878 roku opisał nową jednostkę chorobową, szerzej przedstawioną w drugim artykule z 1895 roku. Choroba znana jest dziś jako meralgia z parestezjami (meralgia paraesthetica) albo zespół Bernhardta-Rotha.

## Wybrane prace
- Neuropathologische Beobachtungen. Deutsches Archiv für klinische Medicin 22, 362–93 (1878)
- Beiträge zur Hirnpathologie. Berliner klinische Wochenschrift 12/36, ss. 489-493, 1875
- Die Erkrankungen der Peripherischen Nerven. Wien 1895-1897
- Ueber isoliert im Gebiete des N. cutaneus femoris externus vorkommende Paräesthesien. Neurologisches Centralblatt 14, 242–4 (1895)
- Zur Kenntnis der sogen. angeborenen Muskelschlaffheit, Muskelschwäche (Myohypotonia, Myatonia congenita). Neurologisches Centralblatt 1, 2-14, 1907